# Волшебный футбол Фрэнки
«Волшебный футбол Фрэнки» (англ. Frankie's Magic Football) — серия детских книг, написанная известным английским футболистом и тренером Фрэнком Лэмпардом. Главный герой произведения — школьник Фрэнки, вместе со своими друзьями путешествующий во времени и играющий в футбол в разные исторические эпохи (Древний Египет, Древний Рим, доисторическая Земля и т. д.)
Издается с 2013 года.
Все книги Фрэнк посвящает памяти своей матери, скончавшейся от последствий пневмонии в 2008 году.

## История создания
Отвечая в одном из интервью на вопрос о том, почему он начал писать книги, Фрэнк Лэмпард заявил, что вдохновился на творчество после того, как его дети, которым он регулярно читает различные истории, попросили его рассказать им что — нибудь новое. Как утверждает сам спортсмен, в процессе написания первых частей «Волшебного футбола Фрэнки» он пользовался помощью профессионального редактора, чтобы улучшить свой писательский стиль. В дальнейшем он стал исправлять тексты самостоятельно.
Первая книга серии увидела свет в 2013 году.

## Сюжет
Сюжет книг крутится вокруг школьника Фрэнки, его верного пса Макса и их друзей, обожающих футбол. Ребята путешествуют во времени, попадая в самые различные истории, из которых им приходится выбираться, выигрывая матчи против самых разных коллективов: от сборной Древнего Египта и Древнего Рима, до команды динозавров.
Чтобы благополучно вернуться домой, ребятам нужно не только побеждать, но и прочувствовать важность помощи и взаимовыручки.
В «Волшебном футболе…» главным героям противостоят свыше 50 персонажей.
Образы некоторых придуманы не полностью, а имеют реальных прототипов: Стивена Джеррарда, Джона Терри, Жозе Моуриньо (злодей, объявляющий футболу войну) и даже израильского тренера Авраама Гранта.

Касаясь темы героев сказки, Фрэнк отметил: 
«Мой большой друг Терри действительно там есть! Еще я включил Фернандо Торреса и Петра Чеха. Злодеи в книге тоже списаны с футболистов. Создавать их было особенно кайфово, потому что мне нравится наделять каждого особенными качествами».
Для удержания внимания маленьких читателей, внутри книги спрятаны различного рода призы, а также таблица характеров персонажей, которая поможет лучше их узнать.
Также у произведения есть официальный сайт, на котором публикуются актуальные новости о франшизе и время выхода новых книг серии.